# Thelcticopis insularis
Thelcticopis insularis là một loài nhện trong họ Sparassidae.
Loài này thuộc chi Thelcticopis. Thelcticopis insularis được Ferdinand Karsch miêu tả năm 1881.